# Dasyhelea manassi
Dasyhelea manassi är en tvåvingeart som beskrevs av Remm 1980. Dasyhelea manassi ingår i släktet Dasyhelea och familjen svidknott. Inga underarter finns listade i Catalogue of Life.